# Martín Gianfelice
Alberto Martín Gianfelice (Zárate, Provincia de Buenos Aires, Argentina, 12 de junio de 1980) es exfutbolista y entrenador argentino, que jugaba como delantero. Actualmente se desempeña como asistente técnico en la Asociación Deportiva Berazategui.

## Trayectoria profesional

### Futbolista
| Club                         | País      | Año         |
| ---------------------------- | --------- | ----------- |
| Los Andes                    | Argentina | 1999-2001   |
| Deportes Puerto Montt        | Chile     | 2001        |
| Almagro                      | Argentina | 2001        |
| Almirante Brown de Arrecifes | Argentina | 2002        |
| Real Cartagena               | Colombia  | 2002        |
| Almagro                      | Argentina | 2002-2003   |
| Los Andes                    | Argentina | 2003-2004   |
| Rosario Central              | Argentina | 2004        |
| Ben Hur                      | Argentina | 2005        |
| Correcaminos de la UAT       | México    | 2005        |
| All Boys                     | Argentina | 2006        |
| Independiente de Rivadavia   | Argentina | 2006        |
| Comunicaciones               | Argentina | 2007        |
| Deportes La Serena           | Chile     | 2008        |
| Estudiantes de Caseros       | Argentina | 2009        |
| Comunicaciones               | Argentina | 2009-2010   |
| Rangers de Talca             | Chile     | 2011        |
| Comunicaciones               | Argentina | 2011-2013   |
| Tristán Suárez               | Argentina | 2013-2014   |
| Comunicaciones               | Argentina | 2014        |
| Defensores Unidos            | Argentina | 2015        |
| Berazategui                  | Argentina | 2016        |
| San Martín de Burzaco        | Argentina | 2016        |
| Berazategui                  | Argentina | 2017 - 2018 |

### Director técnico
| Club                   | País      | Año  |
| ---------------------- | --------- | ---- |
| Berazategui (Femenino) | Argentina | 2022 |

### Asistente técnico
| Club                    | País      | Año           |
| ----------------------- | --------- | ------------- |
| Berazategui (Masculino) | Argentina | 2023-presente |